# Spilichneumon pygmaeus
Spilichneumon pygmaeus är en stekelart som beskrevs av Heinrich 1978. Spilichneumon pygmaeus ingår i släktet Spilichneumon, och familjen brokparasitsteklar. Utöver nominatformen finns också underarten S. p. rufescens.